# Poi ti lascerò dormire
Poi ti lascerò dormire è il terzo singolo degli Stadio, pubblicato dalla EMI Italiana 3 febbraio 2012, estratto dell'album Diamanti e caramelle (2011).

## Il brano
È presente nella colonna sonora del film Posti in piedi in paradiso (2012), diretto ed interpretato da Carlo Verdone.

## Tracce
Gli autori del testo precedono i compositori della musica da cui sono separati con un trattino.
1. Poi ti lascerò dormire – 3:36 (testo: Saverio Grandi – musica: Saverio Grandi, Gaetano Curreri)

## Formazione
Gruppo
- Gaetano Curreri - voce
- Andrea Fornili - chitarre
- Roberto Drovandi - basso elettrico
- Giovanni Pezzoli - batteria

Altri musicisti
- Nicolò Fragile - tastiere, programmazione, cori